# Vaskapu menedékház
A Vaskapu menedékház vagy Brilli Gyula menedékház turistaház a Visegrádi-hegységben, Esztergom közelében, a Vaskapu hegyen. Tulajdonosa a Pilisi Parkerdő Zrt. Az épület helyi építészeti örökségi védelem alatt áll.

## Történelem
A menedékházat 1914 áprilisa és júniusa között építette fel a Magyar Turista Egyesület Esztergomi Osztálya az alapítója és vezetője, Brilli Gyula által gyűjtött adományokból. Később kétszer is kibővítették, melyekben Brilli szintén tevékeny szerepet vállalt; hálából 1927-ben emléktáblát kapott az épület falán, melyet később róla neveztek el.

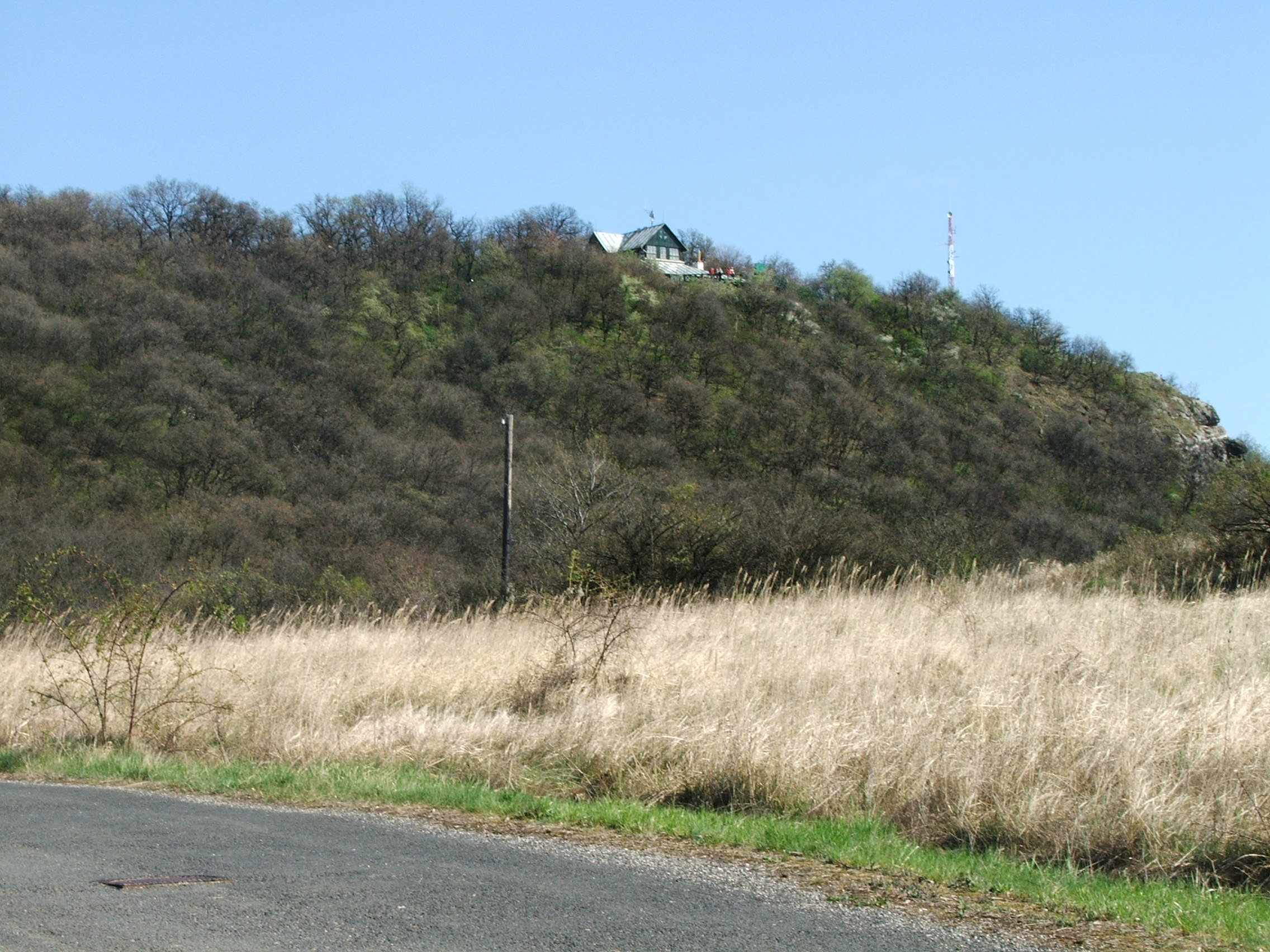
A ház a Vaskapu hegyen

Az épület állapota 1986-ra leromlott, ezért újjáépítették, ekkor nyerte el mai formáját. 1992-ben a Pilisi Parkerdő Zrt. bérbe adta a Budapesti Természetbarát Sportszövetségnek (BTSSZ). A rosszul megválasztott üzemeltetők azonban diszkóként, éjszakai szórakozóhelyként működtették a házat, és annak állagmegóvásáról sem gondoskodtak. A ház egy késelés után bezárt; a tulajdonos szerződést bontott a BTSSZ-szel, majd pert indított az üzemeltetési jogok visszaszerzéséért; a hét évig folyó eljárás alatt a ház gazdátlan maradt.
A tulajdonos Pilisi Parkerdő Zrt. 2011–2012-ben felújította, és decemberben eredeti funkciójában nyitotta meg újra. A százéves évfordulóról 2014. április 26-án emlékezett meg a Pilisi Parkerdő Zrt. és a Magyar Turista Egyesület Esztergomi Osztálya.

## Közlekedés
A menedékház Esztergom felől műúton közelíthető meg (kb. 3 km), parkolási lehetőség van.

## Turizmus
A turistaház két szobában 12 főnek biztosít szállást. Esztergomból a zöld sáv turistajelzésen közelíthető meg. A házban étterem is működik; mellette állatsimogató, jurták és meleg vizes fürdődézsák szolgálják a látogatókat.